# 아테네
아테네(그리스어: Αθήνα 아티나[*], 영어: Athens 애선스[*])는 그리스의 수도이자 최대의 도시이며, 아티키 주의 중심 도시이다. 세계적으로 오래된 도시이며, 역사 시대가 개막한 지 3,400년에 이른다. 대략 기원전 11세기 ~ 7세기부터 인간이 정착해 살았던 흔적이 남아있다.
고대 아테네는 강력한 도시 국가였으며, 고대 아테네의 부는 기원전 5세기부터 아테네와 연합을 시작한 피레아스 항구를 통해서 유입됐다.
아테네 행정 구역내 인구는 664,046명(2011년)이며, 면적은 39 평방 킬로미터이다. 아테네의 도시 경계 바깥을 아우른 도시권 전체 인구는 3,130,841 명(2001년)이며, 면적은 412 평방 킬로미터에 이른다. 유럽연합 통계국에 따르면, 아테네 대도시권역(LUZ, Larger Urban Zone)은 유럽 연합 내에서 7번째로 인구가 많다고 한다.(3,753,783명, 2011년) 혼잡한 국제 대도시인 아테네는 그리스의 경제, 금융, 산업, 정치, 문화의 중심지이며, 세계 도시 중 베타+급 도시로 등재되어 있다. 이 도시는 유럽 연합의 주요 사업 중심지로 급속히 거듭나고 있다. UBS의 어느 연구에서 2008년 아테네는 구매력 기준으로 세계에서 32위로 부유한 도시이며, 25위로 물가가 비싼 도시로 선정되었다. 넓은 금융권을 아우르고 있으며, 아테네 도시권에 속하는 피레아스 항구는 유럽에서 승객이 가장 많이 거쳐가는 항구로, 세계적으로도 2위의 이용객 수를 자랑한다.
고전기 아테네는 강력한 도시 국가였다. 예술, 학문, 철학의 중심지였던 플라톤의 아카데메이아나 아리스토텔레스의 뤼케이온도 아테네에 있었다. 이 도시는 소크라테스, 페리클레스, 소포클레스 등 고대 세계의 쟁쟁한 위인들을 배출하였다. 또 기원전 5세기와 4세기경 아테네가 이룬 문화적ㆍ정치적 업적이 당시 유럽 대륙의 여러 지역에 영향을 끼쳐, 이 도시는 서구 문명의 요람이자 민주주의의 고향으로 널리 인정받고 있다.
아테네에는 고전기의 유산이 아직 잘 남아있다. 수많은 고대 기념물과 예술 작품이 남아 있으며, 서양 초기 문명의 기념비적 건물인 아크로폴리스의 파르테논 신전도 있다. 그리고 로마 제국과 비잔티움 제국 시대의 다양한 유적이 있으며, 오스만 제국의 유적도 약간 남아있어 이 도시의 유구한 역사를 증언하고 있다. 그리스 독립 국가가 세워진 1830년으로 거슬러 올라가 근대에 들어선 랜드마크도 있는데, 그리스 의회 의사당, 그리스 국립 도서관, 아테네 대학교, 아테네 학회가 있다. 또 아테네에서 1896년 제1회 근대 올림픽 경기가 열렸으며, 108년 뒤에 다시 2004년 하계 올림픽을 개최하였다.

## 지명의 어원

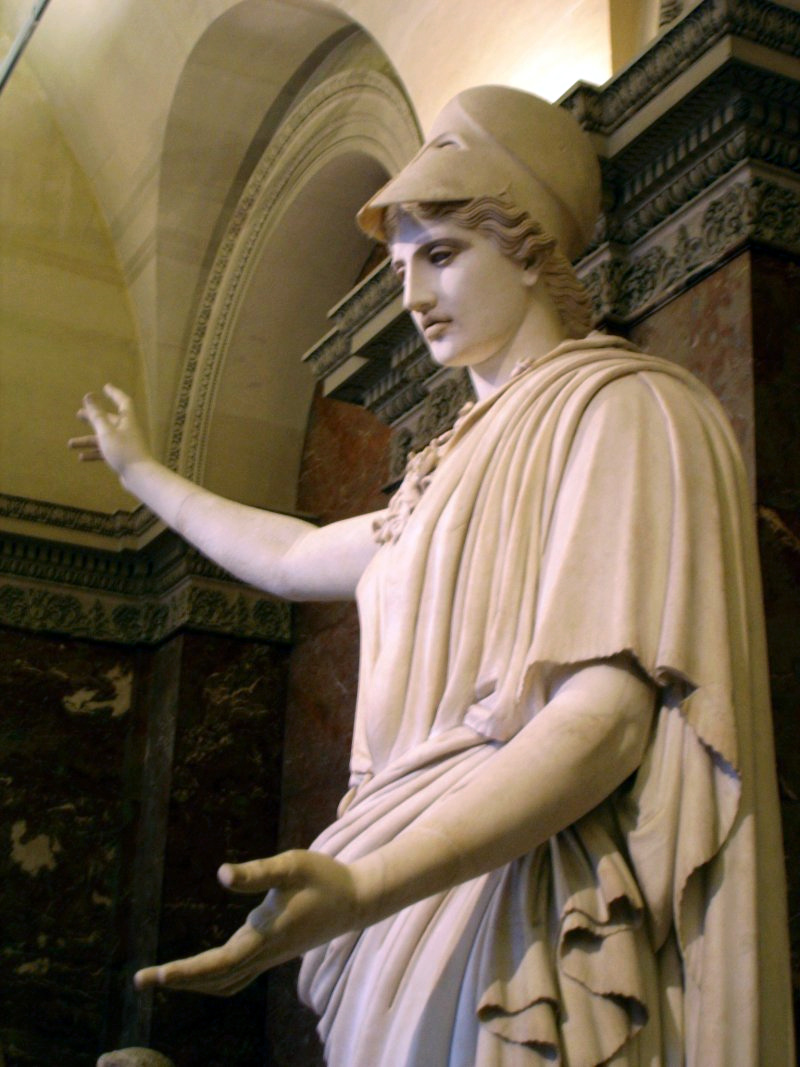
아테네의 수호신인 아테나 여신 석상.

고대 그리스어로 도시명 아테네 명칭은 아테나이(Ἀθῆναι)로 아테나 여신과 관련되어 있다. 이 도시의 명칭은 테바이, 뮈케나이, 델포이처럼 문법상 복수형으로 되어있다. 아테나이는 아테나(Ἀθῆνα)의 복수형이다.
19세기에 아테나이(Αθήναι) 표기가 아테네 시의 공식 명칭으로 다시 정해졌다. 그리스 정부가 1970년대 카타레부사 그리스어의 사용을 포기하면서 아티나(Αθήνα)가 아테네의 공식 명칭이 된다.
신화로 전해져 내려오는 얘기로는, 아테네의 이름이 정해지지 않았을 무렵 아테나 여신과 그녀의 삼촌 바다의 신 포세이돈이 이 도시의 수호신 자리를 놓고 다투었다고 한다. 두 신은 누가 더 이로운 선물을 선사하느냐에 따라 승패를 결정짓기로 하고 당시 그 지역 왕인 케크롭스 1세에게 판단을 부탁했다. 비블리오테케에 기록된 바로는 포세이돈은 트리아이나를 땅바닥에 꽂아 염수가 솟는 우물을 만들었다고 하며, 베르길리우스의 농경시에서는 말을 선물하였다고 서술한다. 아테나는 그에 맞서 올리브나무를 선사하고 그 나무를 기르는 방법을 가르쳐주었다. 이 경쟁에서 케크롭스 1세는 아테나 여신의 편을 들어주었고, 그 때문에 아테나의 이름에서 유래한 아테네가 도시의 이름이 되었다 한다. 그러나 통념과는 달리, 현 학계에서는 여신으로부터 도시의 이름이 제정된 것이 아니라, 도시의 이름으로부터 여신의 이름이 유래되었다는 설이 지배적이다.

## 역사
적어도 3,000년 동안 계속해서 사람들이 살았던 것으로 추측되는데 기원전 천 년에 아테네는 고대 그리스의 주도권을 잡게 된다. 이후 약 500여년간 아테네만의 문화 유적을 토대로 아테네는 서양 문명의 기틀을 마련하게 된다. 중세 시대에 아테네는 쇠락하지만 비잔티움 제국의 부흥으로 다시금 영화를 누린다. 십자군 전쟁 당시에는 이탈리아와의 교역을 토대로 상당한 부를 축적하기도 한다. 오스만 제국의 지배하에 오랜 침체를 겪게 된다. 아테네는 19세기 그리스 공화국의 수도가 되면서 2천 명에 지나지 않던 마을이 다시 부흥세를 누려 1870년에는 4만 5천명이 거주하였고, 1896년 제1회 올림픽 대회를 개최하는 영광을 얻게 된다. 1920년대 그리스-터키 전쟁으로 피난민들이 이동하면서 아테네 시의 인구가 급작스럽게 늘어난다. 1930년대 초에는 70만명의 인구를 가지게 되었다. 하지만 가장 큰 인구 성장은 1950년대와 1960년대 2차 세계 대전 이후에 일어났으며 이 시기에 아테네는 엄청난 인구 팽창을 겪어 도시 전반이 점차적인 성장을 겪는다. 1980년대 자동차와 공장에서 방출되는 매연이 크게 증가하고 인구 과밀 등으로 사회 문제가 발생하게 되었다. 이에 아테네 시는 1990년대 본격적인 오염 규제정책을 발표하기에 이른다. 시의 인프라가 증대되면서 오염이 상당 수준 경감되었으며 대기 질 향상을 토대로 훨씬 기능적이고 다기능적인 도시로 아테네가 탈바꿈하게 된다.

## 지리

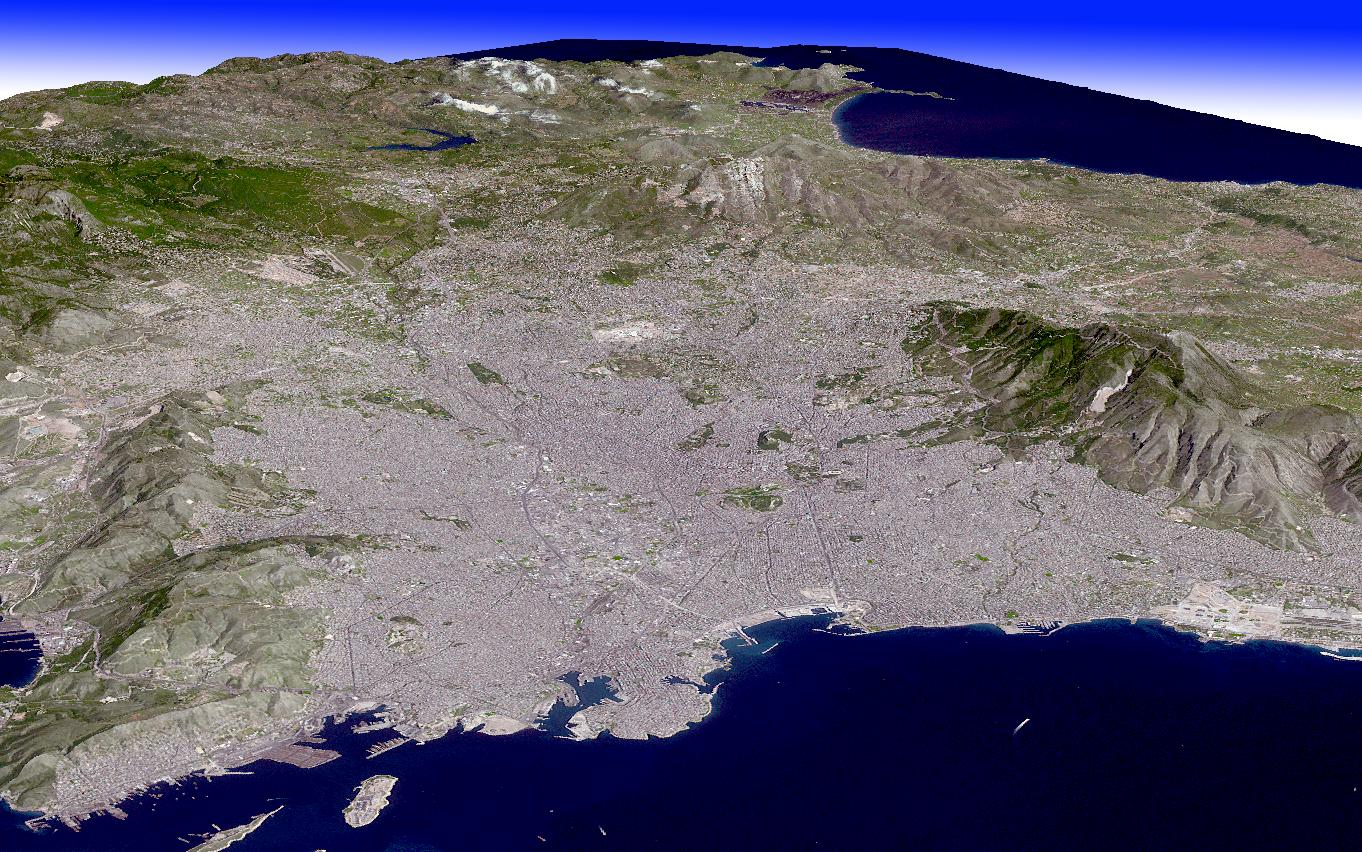
우주에서 본 아티키 분지의 3D 화면. 미국 항공 우주국.

리카베투스산이 아테네 중앙에 솟아있다. 아테네는 흔히 아티키 분지(그리스어: Λεκανοπέδιο Αθηνών/Αττικής)라고 하는 아티키의 중앙 평야에 자리 잡고 있다. 이 분지는 네 산으로 경계를 이루는데, 아테네시 기준으로 서쪽에는 에갈레오산이, 북쪽에는 파르니타산맥, 북동쪽에는 펜텔리산이, 동쪽에는 이메토스산이 있다. 넷 중 파르니타산맥이 가장 높으며(1,453m), 국립 공원으로 지정되어 있다. 길이 잘 닦여 있으며 계곡, 샘과 여울, 동굴이 이 곳에 자리 잡고 있다. 많은 도시 사람들이 네 산지에서 등산이나 산악 자전거를 즐긴다. 남서쪽으로는 사로니코스 만이 있다.

### 기후
산 네 개로 둘러싸인 분지에 자리잡은 아테네는 전형적인 지중해성 기후여서 10월 중순에서 4월 중순까지 비가 많이 내리는 반면, 여름에는 거의 비가 오지 않아 가끔 폭풍우나 소나기가 내리는 데 그친다. 파르니타산맥 때문에 강한 비그늘이 형성되기도 하지만, 아테네는 다른 지중해성 지역에 비해서 매우 건조한 편이다. 산을 끼고 있는 북부 교외 지역은 겨울 동안 눈이 더 많이 내리거나 기온이 떨어지는 사뭇 다른 기후 형태를 보인다. 도심에는 안개가 무척 드물지만 이메토스 산을 끼고 있는 동쪽 지역에는 안개 현상이 더 잦다.
눈은 거의 일 년에 손에 꼽을 정도이지만 지난 10여년간 아테네 지역에는 몇번 폭설이 내렸다. 1987년 3월, 1992년 2월, 2002년 1월 4~6일, 2004년 2월 12~13일, 2008년 2월 16~18일에 눈보라로 도시 지역의 상당 부분이 큰 피해를 겪기도 했다.
봄과 가을은 바깥 활동을 하기에 가장 좋은 계절이다. 여름은 특히 무덥고 때로는 스모그와 공해가 발행할 수도 있다.(그러나 예전보다 훨씬 나아졌다.) 7월에 낮시간 평균 기온은 33.5도까지 올라가며, 남쪽 혹은 남서쪽에서 그리스 전역으로 열풍이 부는 7, 8월에는 혹서가 빈번하다. 그런 날에는 기온이 섭씨 40도까지 올라가기도 한다.
| 아테네의 기후                                                         | 아테네의 기후 | 아테네의 기후 | 아테네의 기후 | 아테네의 기후 | 아테네의 기후 | 아테네의 기후 | 아테네의 기후 | 아테네의 기후 | 아테네의 기후 | 아테네의 기후 | 아테네의 기후 | 아테네의 기후 | 아테네의 기후 |
| 월                                                                    | 1월           | 2월           | 3월           | 4월           | 5월           | 6월           | 7월           | 8월           | 9월           | 10월          | 11월          | 12월          | 연간          |
| --------------------------------------------------------------------- | ------------- | ------------- | ------------- | ------------- | ------------- | ------------- | ------------- | ------------- | ------------- | ------------- | ------------- | ------------- | ------------- |
| 역대 최고 기온 °C (°F)                                                | 22.8 (73.0)   | 25.3 (77.5)   | 28.2 (82.8)   | 32.2 (90.0)   | 37.6 (99.7)   | 44.8 (112.6)  | 42.8 (109.0)  | 43.9 (111.0)  | 38.7 (101.7)  | 36.5 (97.7)   | 30.5 (86.9)   | 23.1 (73.6)   | 44.8 (112.6)  |
| 일평균 최고 기온 °C (°F)                                              | 13.3 (55.9)   | 14.2 (57.6)   | 17.0 (62.6)   | 21.1 (70.0)   | 26.5 (79.7)   | 31.6 (88.9)   | 34.3 (93.7)   | 34.3 (93.7)   | 29.6 (85.3)   | 24.4 (75.9)   | 18.9 (66.0)   | 14.4 (57.9)   | 23.3 (73.9)   |
| 일일 평균 기온 °C (°F)                                                | 10.2 (50.4)   | 10.8 (51.4)   | 13.1 (55.6)   | 16.7 (62.1)   | 21.8 (71.2)   | 26.6 (79.9)   | 29.3 (84.7)   | 29.4 (84.9)   | 25.0 (77.0)   | 20.3 (68.5)   | 15.6 (60.1)   | 11.6 (52.9)   | 19.2 (66.6)   |
| 일평균 최저 기온 °C (°F)                                              | 7.1 (44.8)    | 7.3 (45.1)    | 9.2 (48.6)    | 12.3 (54.1)   | 17.0 (62.6)   | 21.6 (70.9)   | 24.2 (75.6)   | 24.4 (75.9)   | 20.4 (68.7)   | 16.2 (61.2)   | 12.2 (54.0)   | 8.7 (47.7)    | 15.0 (59.0)   |
| 역대 최저 기온 °C (°F)                                                | −6.5 (20.3)   | −5.7 (21.7)   | −2.6 (27.3)   | 1.7 (35.1)    | 6.2 (43.2)    | 11.8 (53.2)   | 16.0 (60.8)   | 15.5 (59.9)   | 8.9 (48.0)    | 5.9 (42.6)    | −1.1 (30.0)   | −4.0 (24.8)   | −6.5 (20.3)   |
| 평균 강우량 mm (인치)                                                 | 55.6 (2.19)   | 44.4 (1.75)   | 45.6 (1.80)   | 27.6 (1.09)   | 20.7 (0.81)   | 11.6 (0.46)   | 10.7 (0.42)   | 5.4 (0.21)    | 25.8 (1.02)   | 38.6 (1.52)   | 70.8 (2.79)   | 76.3 (3.00)   | 433.1 (17.06) |
| 평균 상대 습도 (%)                                                    | 72.0          | 70.0          | 66.0          | 60.0          | 56.0          | 50.0          | 42.0          | 47.0          | 57.0          | 66.0          | 72.0          | 73.0          | 60.9          |
| 출처 1: 아테네 국립 천문대 (평년값: 1991년~2020년, 극값: 1890년~현재) |               |               |               |               |               |               |               |               |               |               |               |               |               |
| 출처 2: Meteoclub                                                     |               |               |               |               |               |               |               |               |               |               |               |               |               |

### 공해와 환경
시간이 지날수록 아테네는 이 평원 전체를 뒤덮다시피 하여 장래에는 양적 성장이 어렵게 되었다. 아테네는 산악 지형 때문에 기온 역전 현상이 일어났으며 도시의 오염 문제를 관할하는 그리스 정부는 산업 공해를 통제하는데 실패했다. 1970년대에 아테네는 공해가 극심하여 그리스 문화부에서는 "에렉테이온(Έρέχθειον)의 여상주(女像柱)가 심하게 훼손되고, 파르테논 신전의 서쪽 면에 있는 기병의 얼굴도 지워졌다"고 보고했다. 시 당국 일련의 엄격한 규제를 실시하여 오늘날에는 공해가 점점 드문 현상이 되었다.
1990년대 그리스 당국은 광범위한 수단을 통해 효과적으로 아티키 분지의 대기 상태를 개선해왔다. 그러나 공해는 아직도 아테네의 문제거리이며, 특히 여름의 더운 날에는 더욱 그렇다. 2007년 6월 말, 아티키 지역에 산불이 크게 일어나서 파르니타산맥 국립공원의 숲 상당 면적을 불태웠으며, 이는 아테네 연중 대기 상태를 유지하는데도 치명적인 영향을 끼친 것으로 여겨져 도시 대기 상태에 대한 우려를 낳았다.
지난 10여년간 폐기물 처리 노력(특히 프시탈리아 섬의 시설) 덕분에 사로니코스 만의 수질이 개선되었으며 아테네 해안의 수질은 이제 수영할 수 있을 정도로 나아졌다.
2007년 1월 아테네는 아테네 교외 아노 리오시아 인근 쓰레기 매립장이 가득 차서 일시적으로 쓰레기 처리 문제가 일어나기도 했다. 이 문제는 1월 중순 당국이 임시 매립장으로 해결한 바 있다.

## 정부
아테네는 아티키 주의 아테네현에 속해있다. 아테네는 그리스 전체의 수도이기도 하지만 아티키 주의 주도이기도 하며 아테네 현의 소재지이기도 하다. 1834년 이래 아테네는 그리스의 공식 수도가 되었으며, 이는 1832년 그리스 독립 전쟁이 끝날 때까지 임시수도였던 나플리오를 계승한 것이었다.

### 아티키 주
아테네는 아티키 주에 속하였으며, 아티키 주는 그리스에서 가장 인구가 많은 지역이기도 하다. 아티키 주는 4개의 현으로 이루어져 있다. 370만 명 정도가 살고 있는 최밀집지역이지만 그리스의 행정 구획 상 가장 면적이 적은 곳이기도 하다.(1,470 평방제곱킬로미터)

### 아테네 현
아테네 현은 모든 그리스의 주를 통틀어 가장 인구가 많은 곳으로서 아티키 주의 370만 인구 중 260만 명이 살고 있다. 아테네 자체가 대도시(metropolitan)이기도 하지만 아테네 지자체로 일컬어지기도 한다. 아테네 다음으로 가장 큰 지자체는 피레아스현, 키클라데스현이 있으며 이들 주는 자체적으로 선거구가 있어 시장을 선출한다.

### 아테네 현의 지자체
아테네 현은 7개의 개별 구획을 두고 있다. 아테네는 원래 개별적으로 고유한 마을을 이루고 있었지만 대도시로 발달하는 과정에서 그 구역이 점차적으로 통합되고 확대되었다. 현재 아테네 현 중앙 정부는 55개의 지자체로 구성되어있으며 전체 745,514명의 인구로 이루어져 있다.

## 문화

### 고고학의 중심지
아테네는 세계에서 고고학이 가장 빈번하게 연구되며 조명받는 곳에 해당한다. 그리스 자국의 국가 연구소 이외에도 아테네 국립 대학교, 고고학 연구소를 비롯한 여러 고고학 연구소들이 위치해 있으며 관련 박물관도 셀 수 없이 많다. 또한 아테네는 지금까지 17개에 달하는 외국 연구자들의 고고학 워크숍을 유치했으며 12개 이상의 고고학 전용 박물관과 3개의 특별 고고학 연구소가 있다. 항시 아테네는 고고학 연구자들의 일시적이거나 영구적인 연구처가 되고 있으며 모든 고고학 분야에 있어 관련 규약을 제시해주는 장소로 통한다.

### 관광
아테네는 상고시대 이래로 여행자들이 찾는 관광지였다. 과거 수십 년간 관광 인프라와 사회적 자본이 급격하게 향상됨에 따라 2004년 하계 올림픽을 성공적으로 시행하기도 했다. 그리스 중앙 정부는 유럽연합의 지원으로 베니젤로스 공항(Venizelos)과 아테네 지하철을 위한 자금 마련에 착수했으며 최근에는 세계에서 6번째로 많은 관광객들이 찾는 수도가 되기도 했다.

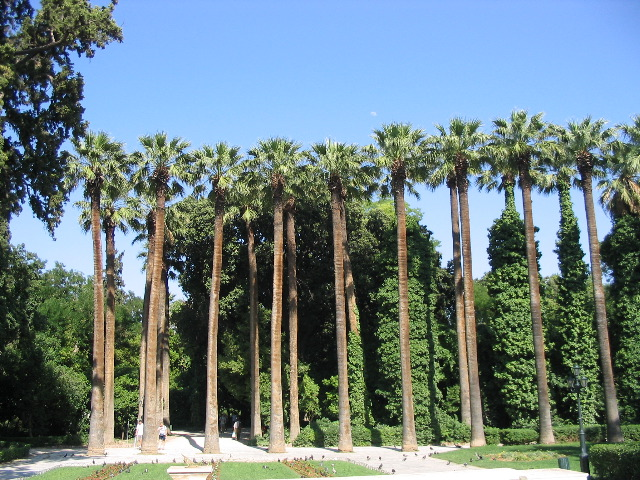
국립정원
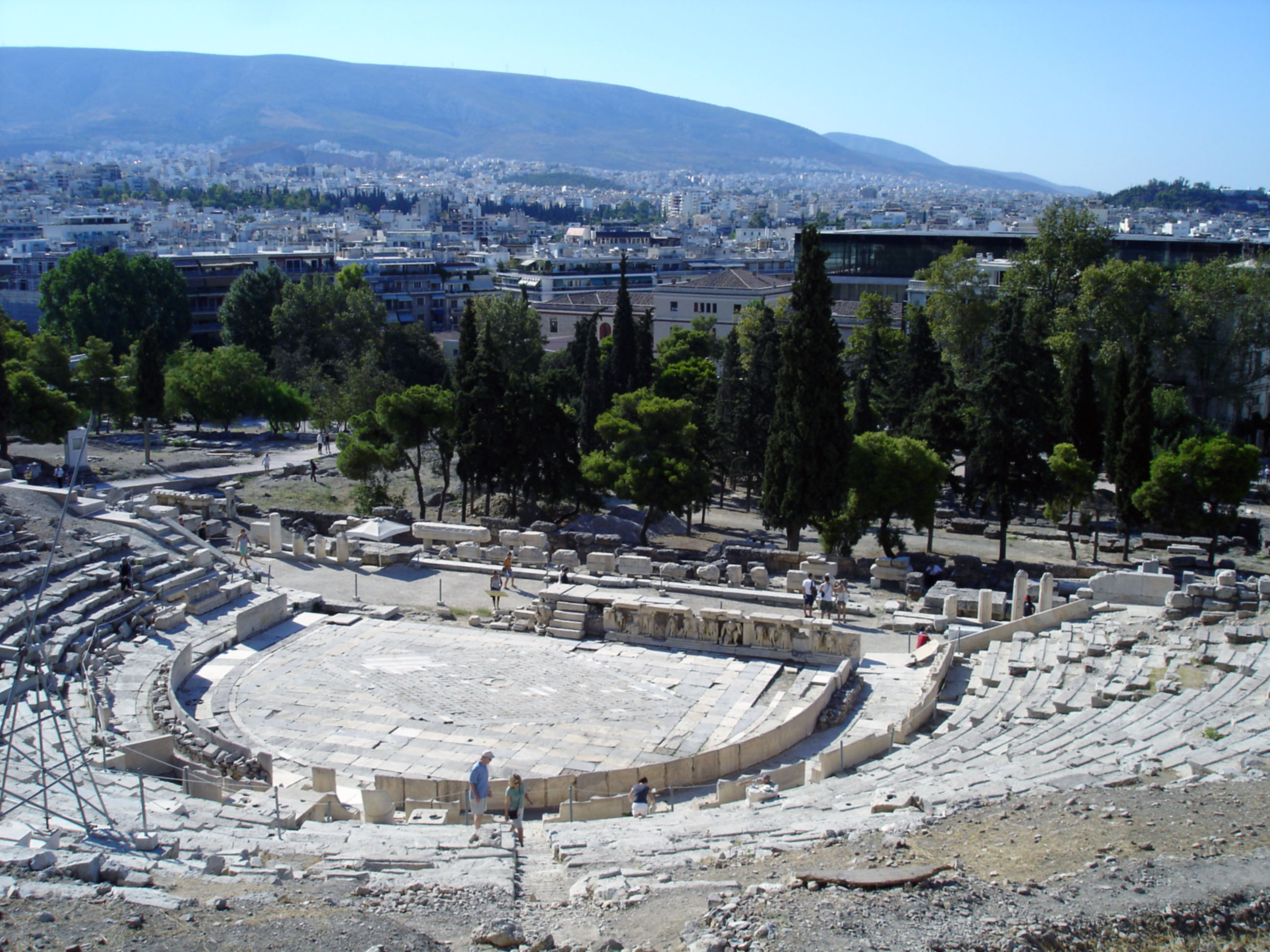
디오니소스 극장
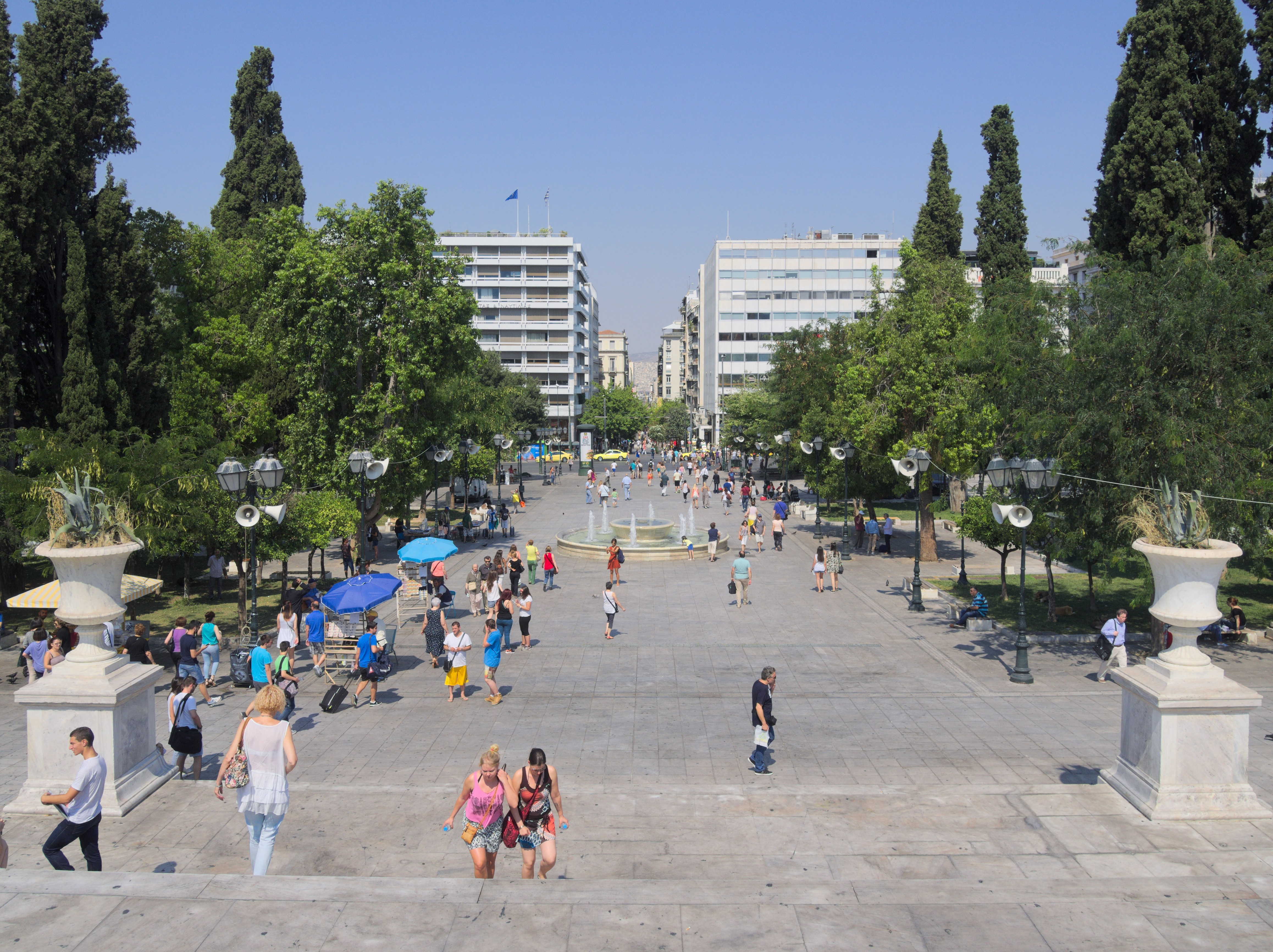
신타그마 광장
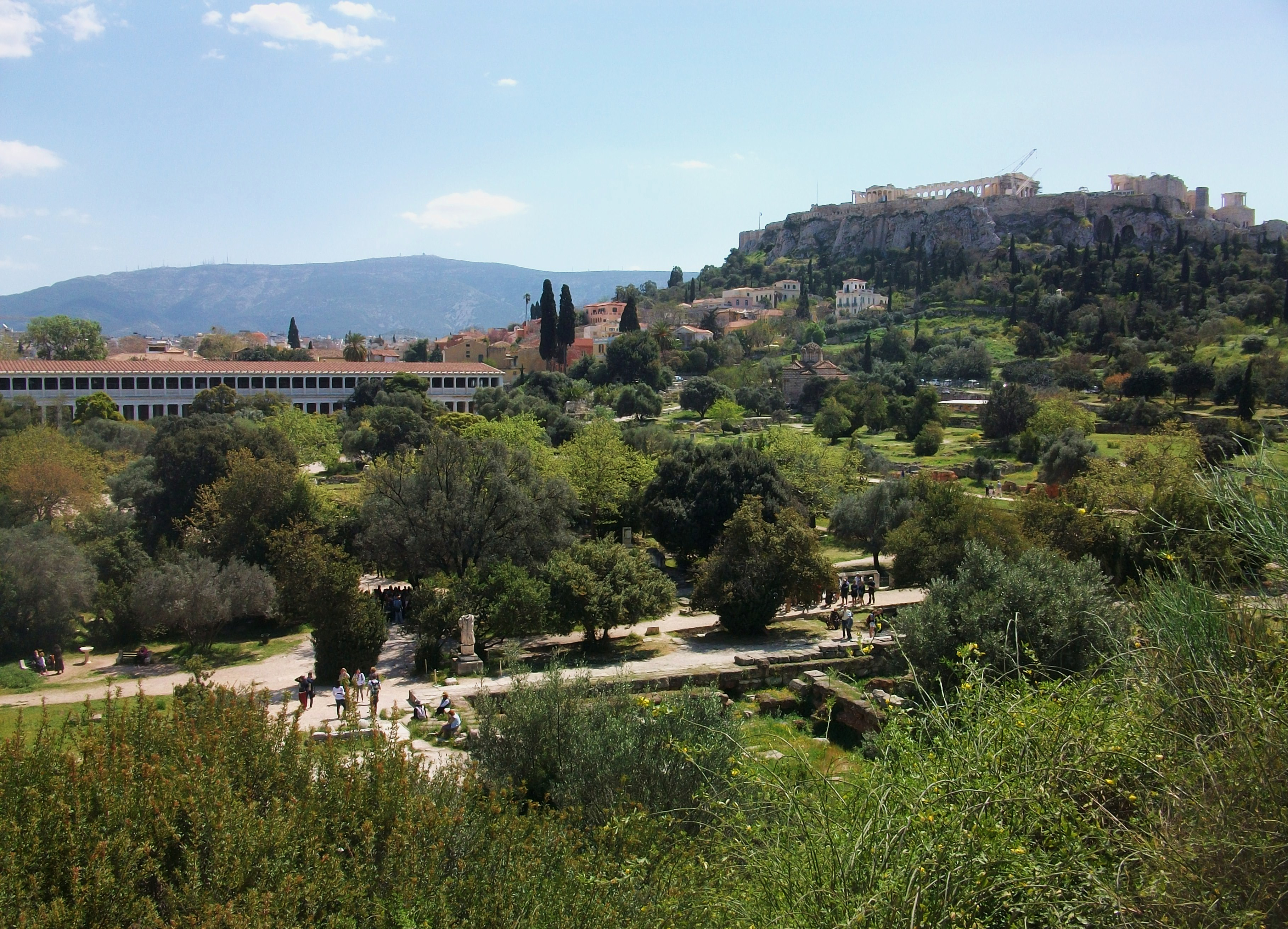
고대 아고라
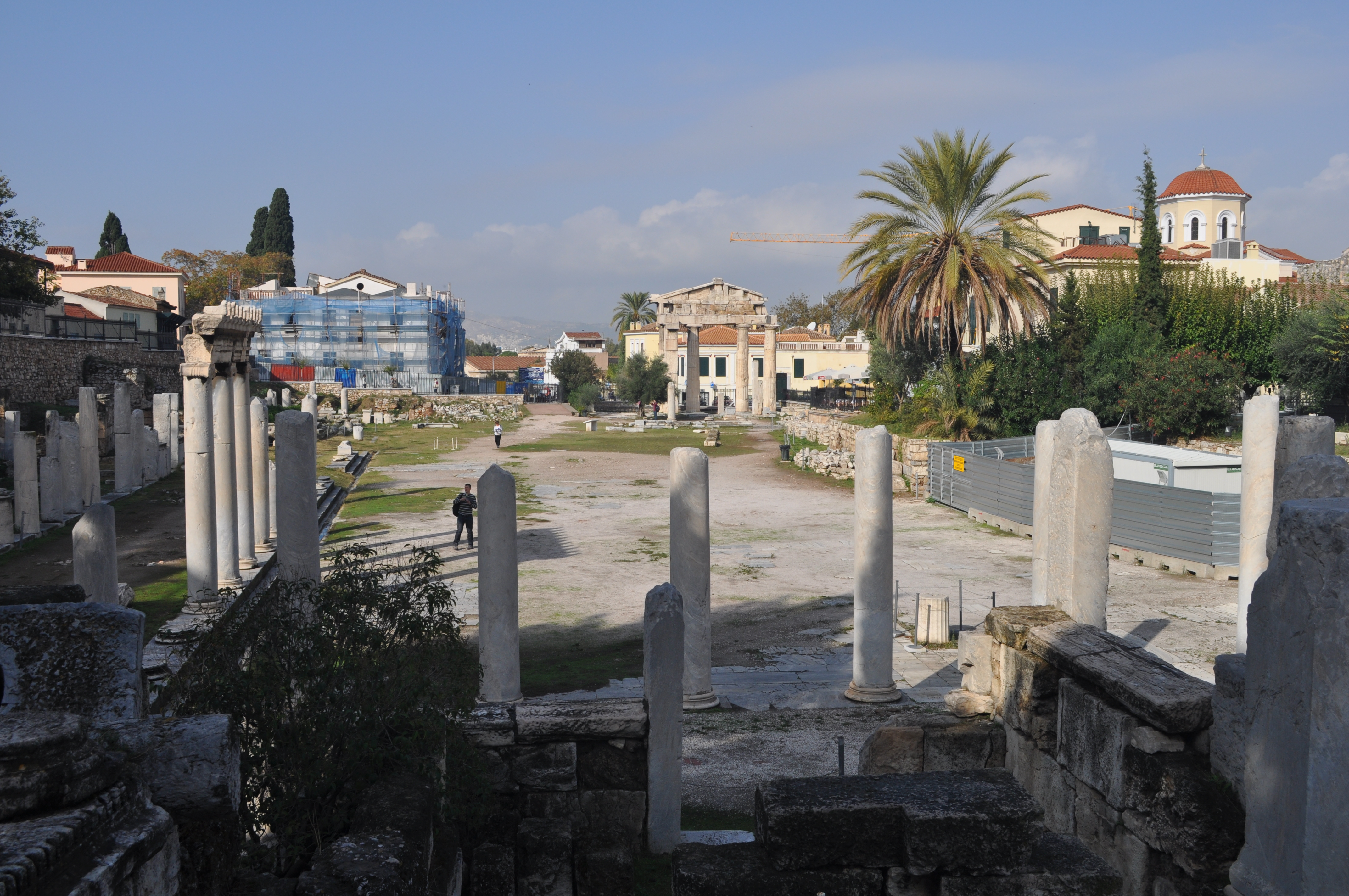
로마 아고라
- 아크로폴리스의 파르테논 신전
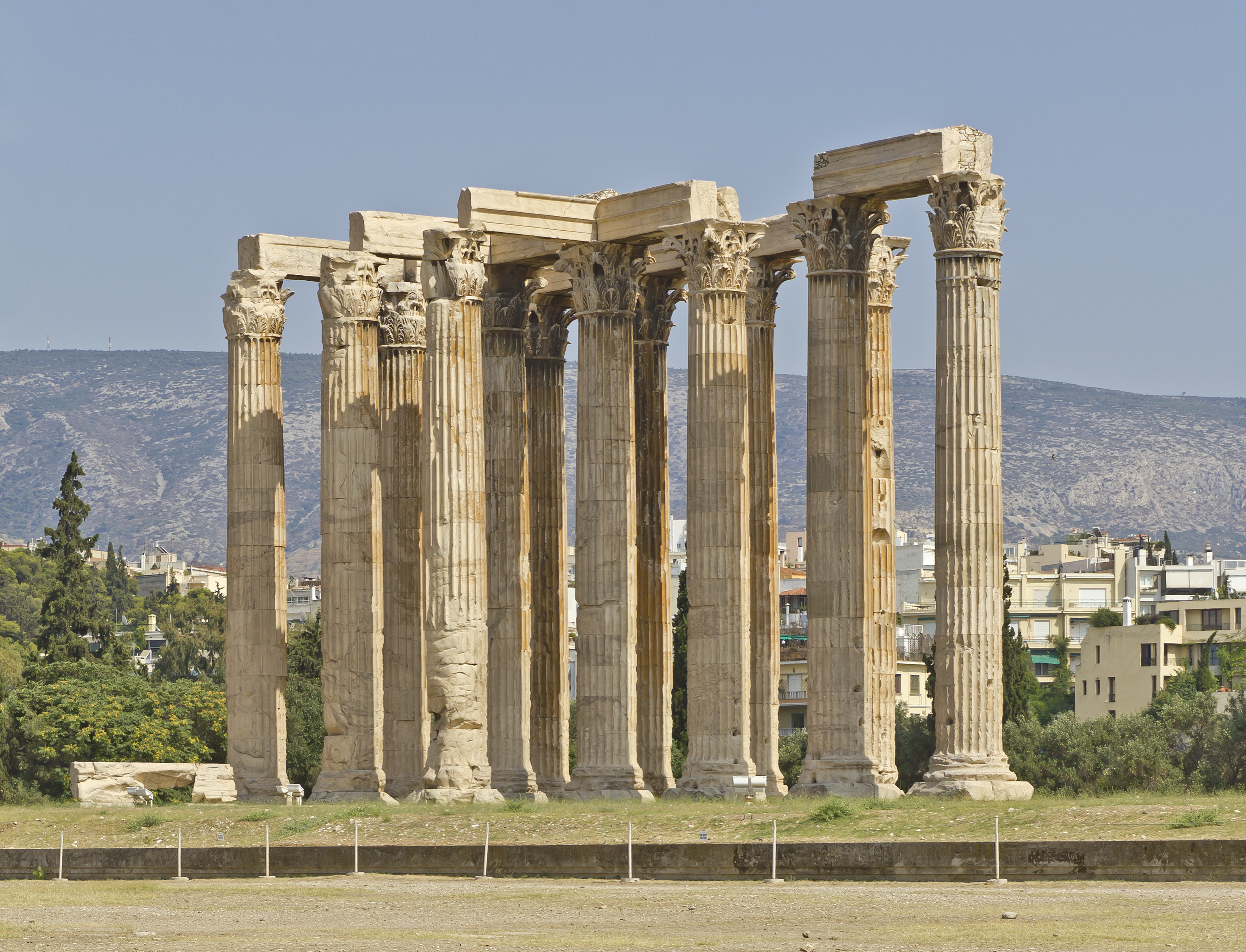
올림피아 제우스 신전
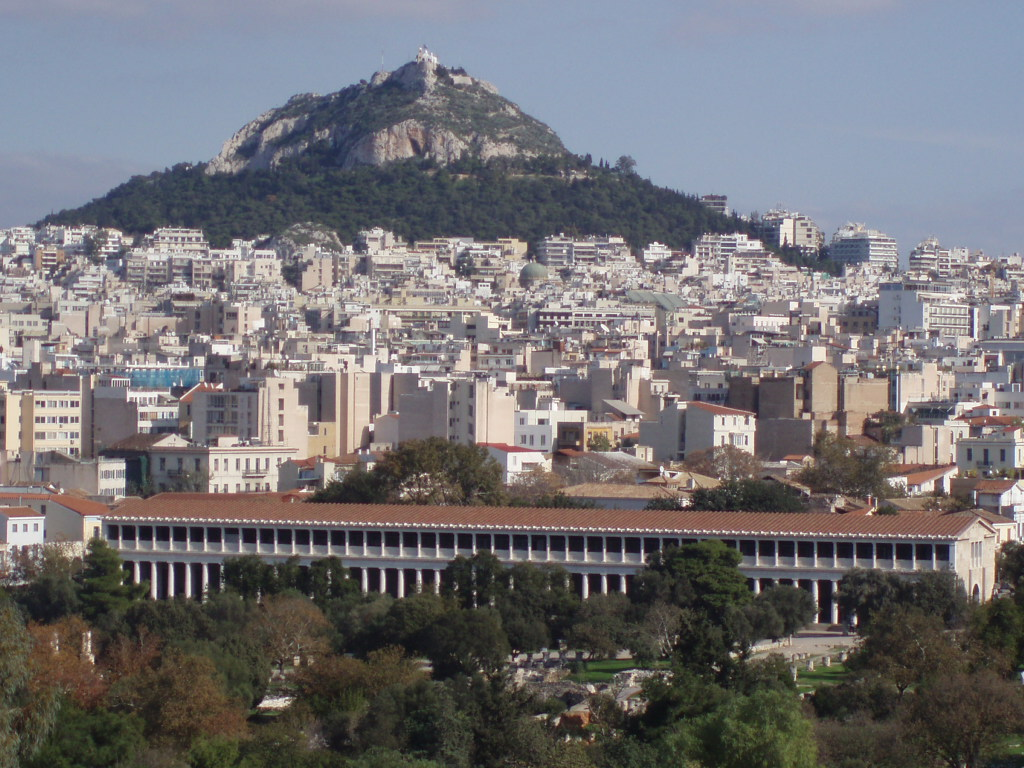
리카비토스
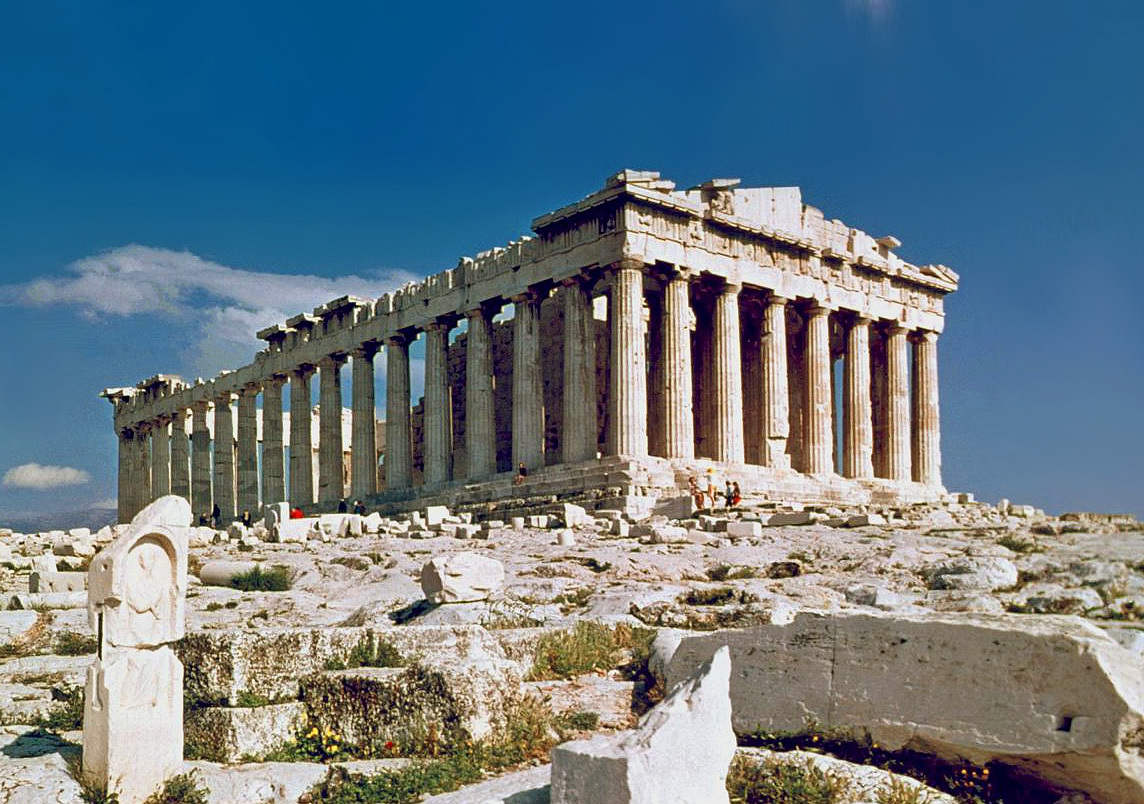
아크로폴리스의 파르테논 신전
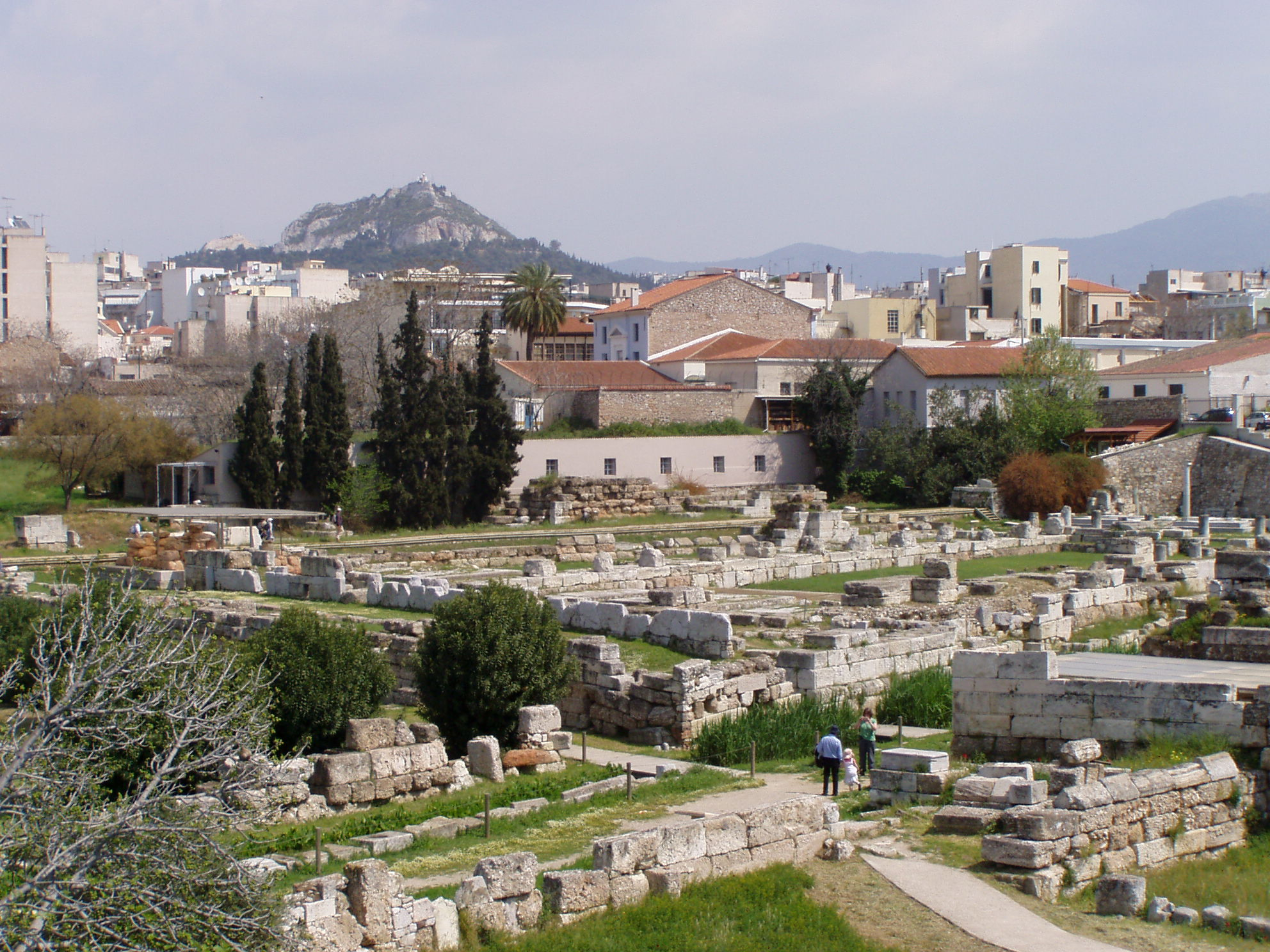
케라메이코스
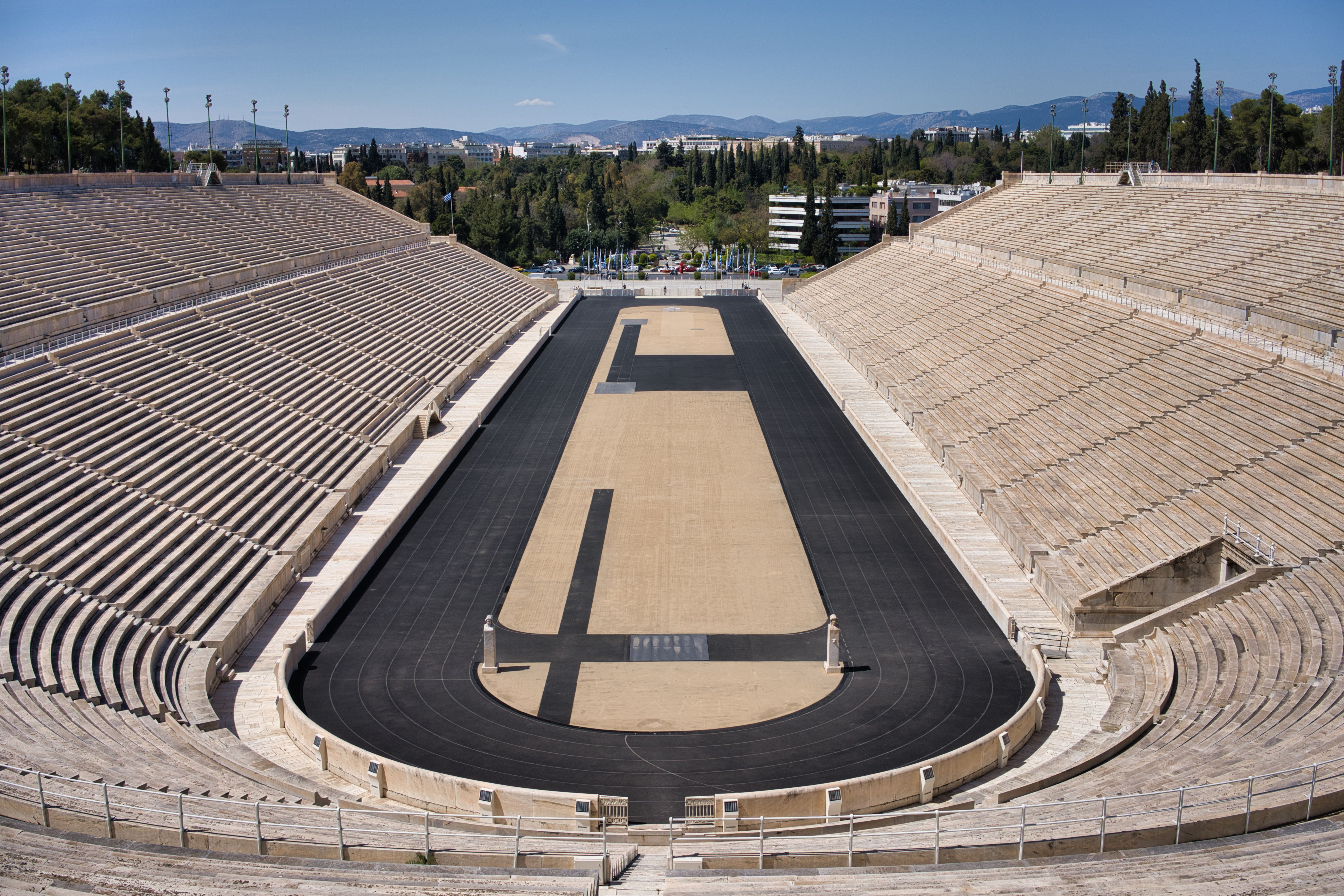
파나티나이코 경기장
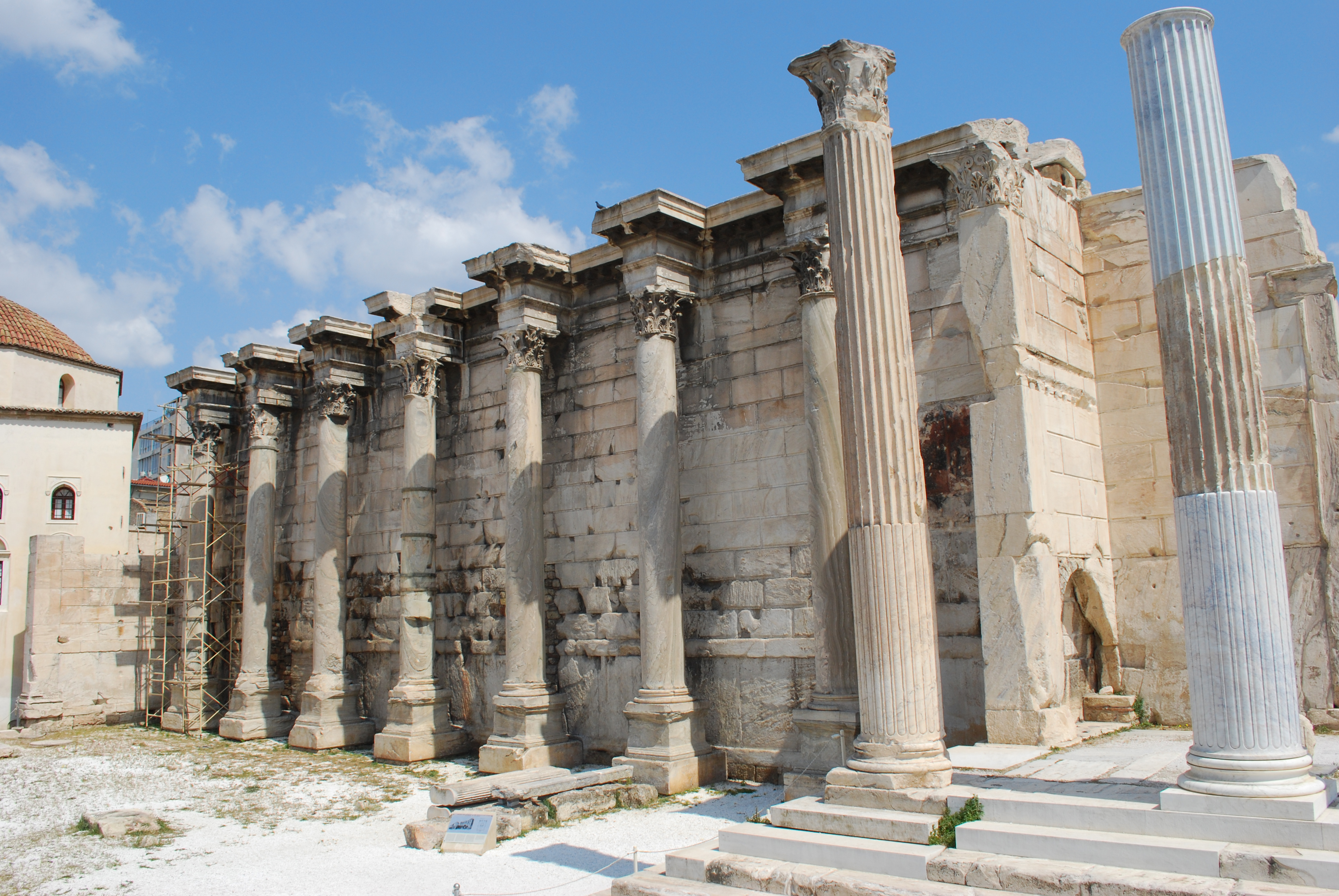
하드리아누스의 도서관
- 헤파이스토스 신전

- 국립정원
- 디오니소스 극장
- 신타그마 광장
- 고대 아고라
- 로마 아고라
- 올림피아 제우스 신전
- 리카비토스
- 아크로폴리스의 파르테논 신전
- 케라메이코스
- 파나티나이코 경기장
- 하드리아누스의 도서관

## 교통

### 공항
국제공항은 아테네 국제공항이다. 한국으로 가려면 직항이 없어 도하,등 경유해서 가야한다

## 자매 도시
- 중국 베이징
- 팔레스타인 베들레헴
- 미국 로스앤젤레스
- 키프로스 니코시아
- 키프로스 파마구스타